# Vasa Elektriska

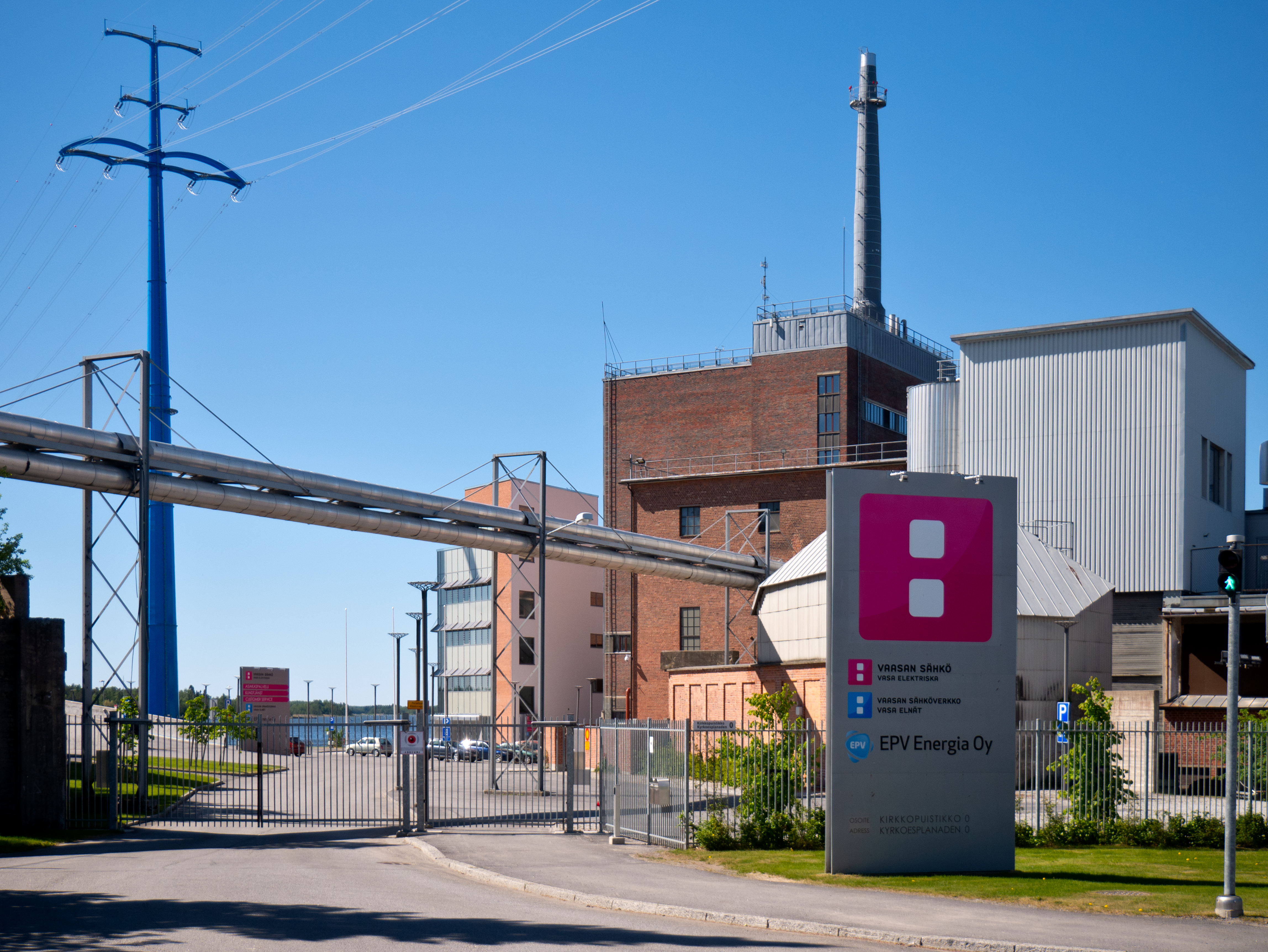
Vasa Elektriska

Vasa Elektriska Ab (Vaasan Sähkö Oy) är ett energibolag som levererar värme- och elenergi. Vasa Elnät Ab är ett dotterbolag till Vasa Elektriska Ab. Vasa stad äger 99,9 procent av bolagets aktiestock. Stefan Damlin har varit verkställande direktör för bolaget sedan 2018. Vasa Elektriska Ab har kunder i hela Finland. 

## Anskaffning av el
Den el som Vasa Elektriska Ab säljer fördelades 2018 mellan olika energikällor enligt följande: 
- förnybara energikällor 32,7 %
- kärnkraft 31,1 %
- fossila energikällor 36,2 %

År 2018 var de specifika utsläppen av koldioxid från den el som Vasa Elektriska sålde 225 g/kWh. Vid produktionen av den sålda elen uppstod använt kärnbränsle i en omfattning av 0,8 mg/kWh. 

## Anskaffning av fjärrvärme
Vasa Elektriskas fjärrvärme produceras i Vasa och Korsholm, huvudsakligen med bio- och avfallsenergi, som utgör ca 80 % av den totala anskaffningen. 
Sommartid produceras fjärrvärme nästan helt med avfallsenergi. 

## Historia

### Bolaget grundande
Ellamporna tändes i Vasa kyrka 1887. Efter det började man tala om att också lysa upp gatorna med elektricitet. I planen ingick att endast centrum skulle belysas med elektricitet; stadens utkanter skulle fortfarande få nöja sig med oljelampor. Det beslutades att staden ska grunda ett bolag för anskaffning av el. Hösten 1891 presenterades för fullmäktige ett program för det nya bolaget. Aktiekapitalet fastställdes till minst 150 000 mark och högst 300 000 mark. Eftersom handeln med aktierna inte gick som väntat sköt man upp bolagsstämman, som hölls den 12 april 1892. Fullmäktige fattade sitt beslut den 13 april. Bolagets namn blev Elektriska Aktiebolaget, eftersom Vasa, dvs. dåvarande Nikolaistad, i huvudsak beboddes av svenskspråkiga. 

### Verksamheten inleddes
Bolaget fick en tomt där det nuvarande huvudkontoret står i den främre ändan av Kyrkoesplanaden. Verksamheten inleddes med byggandet av ett kraftverk. Två ångmaskiner med dynamor beställdes från Oerlikons fabriker i Schweiz. Samma bolag fick också bygga elstation och elnät. Bolaget meddelade i lokala tidningar att det inleder sin verksamhet i början av 1893 och efterlyste personer som också ville ha elektrisk belysning i sina bostäder. Priserna meddelades också. Om man bortser från elbelysningen i kyrkan, tändes ellamporna för första gången i Vasa den 25 januari 1893. Det första privathemmet som skaffade elbelysning var sannolikt köpmannen Joachim Kurténs hem på Kyrkoesplanaden 15. Ganska snabbt ökade sedan antalet elkonsumenter. 

### Verksamheten etablerade sig
Elbolagets ledning ansåg att bolaget måste etablera sig, expandera och betjäna så brett som möjligt. Under åren för etableringen framskred man systematiskt till olika stadsdelar. 
Under det första verksamhetsåret producerades ingen el alls under sommaren. Några år senare började man bygga ut kraftverket, eftersom privatpersoner elektrifierade sina hem i rätt snabb takt. Till en början användes endast trä som bränsle. När vedförbrukningen ökade och vedpriset steg, kom man 1908 fram till att det är förmånligare att övergå till stenkol, som fortfarande används som bränsle. Nuförtiden skaffar Vasa Elektricitet också el som producerats med torv samt med vatten-, vind- och kärnkraft. 

### Fjärrvärmen kommer till Vasa
I Vasa har fjärrvärme producerats sedan 1962. Det första röret drogs från kraftverket längs Brandgatan till Hovrättsesplanaden. Det första fjärrvärmda huset fanns på adressen Kyrkoesplanaden 20. För leverans av fjärrvärmevatten beställdes två värmeväxlare och två cirkulationspumpar. Centralen stod klar för drift 1963. Som bränsle användes tung brännolja, och därför byggdes 1964 en brännoljetank på 1,2 miljoner liter. 
Till en början var största delen av konsumenterna skolor och offentliga inrättningar, men bland dem fanns också privata konsumenter. Årligen byggdes det tusentals meter fjärrvärmeledning. Den bränslebesparande samproduktionen av el och värme i kraftverket inleddes 1967. År 1981 passerades gränsen 1000 konsumenter. Den snabba utvecklingen garanterades av flyttbara värmecentraler. Utvidgningen av nätet fortsätter. 